# Tianlin
Tianlin (em chinês tradicional: 田林縣; chinês simplificado: 田林县; pinyin: Tiánlín Xiàn; zhuang:Denzlaem Yen)  é uma condado da Baise, localidade situada ao noroeste da Região Autónoma Zhuang de Quancim, na República Popular da China. Ocupa uma área total de 5.577 Km². Segundo dados de 2010, Tianlin possuí 243 700 habitantes, 63.06% das pessoas que pertencem ao grupo étnico Zhuang.